# Бочаров, Яков Иванович
Яков Иванович Бочаров (1888 — 8.03.1920) — член Басманного райкома РКП(б), член исполкома Моссовета, заведующий губернским отделом труда и социального обеспечения. Похоронен на Красной площади в г. Москве.

## Биография
Родился в семье рабочего-ткача в Каширском уезде Тульской губернии. После окончания двухклассного сельского училища, был отдан родителями в ученье в Москву. Работал слесарем на прокладке городского водопровода. С 1901 года токарь на арматурном заводе Гакенталя (потом «Манометр»).
На заводе он включился в революционную борьбу. После Февральской революции его избирают председателем завкома военно-промышленного завода, членом президиума Басманного районного Совета и депутатом Моссовета.
В марте 1917 года Бочаров становится членом РСДРП(б). Бочаров был отличным оратором. Имел очень большой авторитет среди пролетариев Басманного района. В дни Октябрьского вооруженного восстания Бочаров руководит штурмом Алексеевского военного училища и кадетскими корпусами в Лефортове.
После победы революции избран членом исполкома Моссовета от рабочих Басманного района, заведующим губернского отдела труда и социального обеспечения.
В это время сильно обострилась болезнь легких. После доклада на подольской уездной конференции у него пошла горлом кровь, и через несколько дней он умер.
Похоронен у Кремлёвской стены.

## Память
- Имя Бочарова было присвоено санаторию «Высокие горы».
- Его портрет экспонировался на стенде «Красногвардейцы» в музее завода «Манометр».

## Ссылка
- Советская историческая энциклопедия